# Orazio Satta Puliga
Orazio Satta Puliga, född 6 oktober 1910 i Turin, död 22 mars 1974 i Milano, var en italiensk ingenjör och bilkonstruktör.
Satta Puliga studerade vid Politecnico di Torino där han avlade dubbla examen, i maskinteknik och flygteknik. Efter avslutad militärtjänst anställdes han 1938 vid Alfa Romeo av dåvarande tekniska chefen Wifredo Ricart.
Efter andra världskriget ersatte Satta Puliga Ricart som chefskonstruktör för Alfa Romeo. Under Satta Puligas ledning tog man fram modeller som 1900, Giulietta, Giulia och Alfetta.
Satta Puliga utsågs till biträdande styrelseordförande för Alfa Romeo 1969 men 1973 tvingades han lämna företaget på grund av obotlig cancersjukdom.